# Abu-Yahya Abu-Bakr II
Abu-Yahya Abu-Bakr (II) al-Mutawàkkil (àrab: أبو يحيى أبو بكر المتوكل, Abū Yaḥyà Abū Bakr al-Mutawakkil) fou emir hàfsida del 1318 al 1346. Era fill d'Abu-Zakariyyà Yahya III ibn Ibrahim.
Després del 1309, quan el seu germà Abu-l-Baqà Khàlid I ibn Yahya va pujar al poder a Tunis, li va donar el govern de Constantina, i es va revoltar vers el 1310. El 1311 el seu germà fou enderrocat i Abu-Yahya Abu-Bakr II va aprofitar el moment per apoderar-se de Bugia el 1312 sense que l'emir de Tunis Zakariya I ben al-Lihyani pogués reaccionar. El 1315 o 1316 va començar els atacs cap a Tunis; el 1317 Zakariyyà I ibn al-Lihyaní va fugir del país i va abdicar en favor del seu fill Abu-Darba Muhàmmad III ibn Zakariyyà que va resistir nou mesos més, però a començaments del 1318 Abu-Yahya Abu-Bakr II feia la seva entrada a la capital.
Abu-Darba va intentar fomentar revoltes i també Ibn al-Imran, gendre de Zakariyyà I ibn al-Lihyaní, sostinguts pels àrabs del país o pels abdalwadites de Tlemcen. Els intents entre 1318 i 1332 foren nombrosos però Abu-Yahya Abu-Bakr II sempre va poder controlar la situació. Entre 1319 i 1330 el soldà abdalwadita de Tlemcen va atacar cada any territori hàfsida i finalment l'emir de Tunis es va lliurar de l'amenaça signant una aliança amb els marínides de Fes, dels quals l'hereu presumpte (Abu-l-Hàssan) es va casar amb una filla de l'emir hàfsida. Aquestes dificultats van provocar la defecció de moltes localitats del sud (Gabès, Gafsa…). Per mantenir la cohesió dels seus estats va confiar el govern de les províncies a partir del 1320 als seus fils assistits per camarlencs.
Després del 1330 va ascendir a les més altes posicions el xeic almohade Ibn Tafragin que el 1343 va esdevenir principal camarlenc i va afavorir l'estrenyiment de les relacions amb els marínides i l'ascens de la influència del gendre de l'emir, Abu-l-Hàssan, ara emir de Fes i veí dels hàfsides després d'haver annexionat l'estat abdalwadita de Tlemcen. En aquests anys com a mèrits cal considerar l'atenuació de la turbulència dels beduïns, l'atenuació de la dissidència, i la recuperació de Gerba als catalans en 1335. Bugia va romandre lligada estretament a Tunis.
A la seva mort el 1346 el va succeir el seu fill Abu-l-Abbàs Àhmad (I).